# La Estrella
La Estrella là một khu tự quản thuộc tỉnh Antioquia, Colombia. Thủ phủ của khu tự quản La Estrella đóng tại La Estrella Khu tự quản La Estrella có diện tích 35 ki lô mét vuông. Đến thời điểm ngày 28 tháng 5 năm 2005, khu tự quản La Estrella có dân số 38956 người.